# Christian Dupont
Christian Dupont (Gosselies, 3 mei 1947) is een Belgisch politicus uit Wallonië voor de Parti Socialiste.

## Levensloop
Als licentiaat in de Germaanse Filologie aan de Universiteit van Luik, een diploma dat hij in 1971 behaalde, was Christian Dupont van 1971 tot 1988 beroepshalve leerkracht in de Germaanse talen aan het Atheneum van Gosselies en later het Atheneum van Pont-à-Celles. Hij was vanaf 1984 tevens deeltijds pedagogisch medewerker en daarna pedagogisch coördinator aan het Centrum voor Voortgezet Onderwijs in Hoei. In 1988 verliet Dupont het onderwijs om zich volledig te wijden aan zijn politieke loopbaan.
Voor de PS werd Christian Dupont in oktober 1976 verkozen tot gemeenteraadslid van Pont-à-Celles. Begin 1989 volgde hij daar Charles Petitjean op als burgemeester. Hij bleef dit tot in 2018, maar moest zijn burgemeesterschap onderbreken toen hij in de periode 2003-2009 in verschillende regeringen minister was. Na zijn burgemeesterschap bleef hij nog tot in oktober 2020 in de gemeenteraad zetelen, waarna hij zich terugtrok uit de actieve politiek.
Van 1987 tot 1995 was Dupont eveneens provincieraadslid van Henegouwen en vanaf 1991 was hij bestuurder van de vervoersmaatschappij TEC in Henegouwen. In mei 1995 werd hij voor het arrondissement Charleroi verkozen in het Waals Parlement en van het Parlement van de Franse Gemeenschap. Hij bleef parlementslid tot in 2003 en was van 1999 tot 2003 fractievoorzitter voor zijn partij in het Parlement van de Franse Gemeenschap. In juli 2003 volgde hij dan Rudy Demotte op als minister van Cultuur, Sport, Ambtenarenzaken en Jeugd in de Franse Gemeenschapsregering, waarvan hij de officieuze viceminister-president was. 
In 2004 herkozen in het Waals Gewest en de Franse Gemeenschap, verliet Dupont in juli dat jaar de Franse Gemeenschapsregering om Marie Arena in de federale regering-Verhofstadt II op te volgen als minister van Ambtenarenzaken, Maatschappelijke Integratie en Grootstedenbeleid. In juni 2007 werd hij voor de kieskring Henegouwen verkozen in de Kamer van volksvertegenwoordigers, waar hij tot in december dat jaar bleef zetelen. Hij was daarna van december 2007 tot maart 2008 minister van Pensioenen en Maatschappelijke Integratie in de regering-Verhofstadt III. Nadat Yves Leterme aantrad als premier keerde Dupont terug naar de Franse Gemeenschapsregering, waar hij tot juli 2009 minister van Verplicht Onderwijs was. Na afloop van zijn ministeriële functies zetelde Christian Dupont van 2009 tot 2014 opnieuw in het Waals Parlement en het Parlement van de Franse Gemeenschap. In dit laatste parlement nam hij voornamelijk deel aan de werkzaamheden van de commissie Onderwijs. In 2014 verliet Dupont de nationale politiek.